# Big Wheel (reuzenrad)
Big Wheel is een reuzenrad in Attractiepark Slagharen. 

## Algemeen
De attractie werd gebouwd door Schwarzkopf en was eerst een reizend reuzenrad op Duitse kermissen voordat het in 1979-1980 door Ponypark Slagharen werd gekocht en geopend. Big Wheel bevindt zich aan de Main Street van het park. 
Het rad is 44 meter hoog en het rad heeft een diameter van 40 meter en bevat 36 gondels waar 6 personen per gondel kunnen plaatsnemen.  
Afbeeldingen · Main Street